# Clemens Nagel
Pour les articles homonymes, voir Nagel.
Clemens Nagel (né le 6 mars 1945 à Tambach-Dietharz) est un homme politique allemand (SPD). 

## Biographie
Nagel étudie à l'école primaire et le lycée, qu'il quitte en 1965 avec un diplôme d'études secondaires. Après avoir terminé son service militaire de deux ans, il étudie à l'Université des sciences de l'éducation et à l'Institut Reallehrer de Karlsruhe, où il passe le premier examen de formation des enseignants en 1970 et l'examen du Reallehrer en 1973. Après avoir obtenu son diplôme, il travaille comme enseignant dans le Bade-Wurtemberg jusqu'en 1979. 
Nagel est membre du Gewerkschaft Erziehung und Wissenschaft. Il est membre du conseil d'administration de l'association «Kulturscheune Minfeld» et est président de la Conférence du Rhin supérieur de 2009 à 2016. De 1995 à 2013, il est également vice-président de l'Association de partenariat ou Cercle d'amis Rhénanie-Palatinat / Bourgogne et membre du Conseil Rhénan. 

## Politique
Clemens Nagel rejoint le SPD en 1974, où il assume la direction d'un certain nombre de bureaux régionaux, y compris la présidence du sous-district du sud du Palatinat. En 1979, il est élu chef du groupe parlementaire SPD au conseil municipal de Minfeld. De 1984 à 2004, il est maire de Minfeld, il est encore membre du conseil municipal jusqu'en 2009. De 1984 à 1999, il est également membre du conseil de l'association Kandel . Nagel est président de l'association locale SPD Minfeld depuis février 2020. 
De 1975 à 2001, Nagel siège au Landtag de Rhénanie-Palatinat. Il y est d'abord membre de la commission des affaires économiques et des transports, et depuis la 10e législature (1983) il est le vice-président de la commission de l'environnement, qui est devenue la commission de l'environnement et de la santé en 1987 et la commission de l'environnement et des forêts en 1996. Au cours de la 12e législature, il est également membre de la commission des affaires européennes, de la commission d'enquête "Protection contre les inondations" et de la commission d'enquête "Fondation et activités de la Gesellschaft zur Beseitigung von Sonderabfällen (GBS)" , au cours de la 13e législature, il est membre de la commission d'enquête "Conception et activités de la Sonderabfall Management Gesellschaft Rheinland-Pfalz mbH (SAM) et des organes et personnes chargés de la surveillance"  . 
De 2001 à 2013, il est le représentant du ministre-président pour la coopération transfrontalière.  

## Honneurs
- 1988: Chevalier de l'Ordre du Mérite de la République fédérale d'Allemagne
- 2005: Officier de l'Ordre du Mérite de la République fédérale d'Allemagne
- 2012: Chevalier de l'Ordre national du Mérite